# Hanseat (Schiff, 1899)
Der Dreimast-Gaffelschoner Hanseat war ein dänisches Segelschiff, welches später unter deutscher Flagge segelte. Das Segelschulschiff Hanseat fuhr ab Herbst 1935 für den Reichsverband Kraft durch Freude. Zusammen mit den Segelschiffen Edith und Jutta waren sie die größten Schoner der Flotte.

## Namen des Schiffes
Die Hanseat hatte aufgrund seiner Vergangenheit verschiedene Namen. Der erste Name des Schiffes war Olga. Zwischen 1899 und 1922 hieß das Schiff für einige Zeit Taucher I. Als das Schiff ab 1922 in Hamburger Händen war, wurde es auf den Namen Nix umgetauft, dann hieß es kurz Edith, bis es 1925 Lütt getauft wurde. Nach einer Wiederaufarbeitung des Schiffes hieß es 1932 Jela IV, bis es 1936 den letzten Namen bekam.

## Geschichte
1899 wurde der Schoner bei Svendborg in Dänemark, in der J. Ring-Andersen Skibsværft gebaut. Bis zum Ersten Weltkrieg diente das Schiff als Handels- und Transportschiff zwischen den skandinavischen Häfen und segelte unter dänischer Flagge.
Während des Ersten Weltkrieges wurde das Schiff von einem Kriegsschiff der Kaiserlichen Marine aufgegriffen. Diese benutzte den zukünftigen Hanseaten fortan als Taucherfahrzeug und zu Lehrzwecken.
Nach dem Krieg gehörte das Schiff unter wechselnden Namen (siehe oben) ebenso wechselnden Eignern zunächst aus Hamburg, dann aus Stettin. 1935 erfolgte der Umbau zum 3-Mast-Gaffelschoner Jela IV.

## Geschichte 1936 bis 1941
Die NS – Organisation „Kraft durch Freude“ brauchte für die Fahrten nach Dänemark, Schweden oder Norwegen noch Segler. Sie kauften das Schiff, rüsteten es mit einem Hilfsmotor aus und setzten es unter dem Namen Hanseat für Segelsportfahrten ein, welche bis in die skandinavischen Länder gingen. Unter Führung der Seeleute mussten die Touristen Arbeiten an Deck ausführen, die Segel hissen und sogar das Schiff selbst unter Kontrolle halten. Der Heimathafen der Hanseat war nun Neustadt in Holstein. Zusammen mit den zwei Schwesterschiffen Edith und Jutta bildeten sie die Segelflotte des Reichsverbandes KDF. Die Hanseat war der größte Segler der gesamten Flotte.
Bis Kriegsausbruch waren die Fahrten sehr beliebt. Als dann 1939 der Zweite Weltkrieg ausbrach, wurde es still um die Urlaubsfahrten der Reiseveranstaltung. Kurz vor Kriegsbeginn wurde die Hanseat vom Reichsluftfahrtministerium gechartert, aber schon wenig später ganz beschlagnahmt und als Schulschiff eingesetzt. Von nun an erfüllte es Ausbildungsaufgaben für die Luftwaffe.

### Verlust
Ihre letzte Fahrt beendete die Hanseat am 15. September 1941 vor Binz. Dort strandete der Schoner, als er in einen starken Sturm geriet, und wurde zum Totalverlust. Als der Sturm nachließ und die See sich beruhigte, wurde die Ausrüstung geborgen und das Wrack der örtlichen Dienststelle zur Verfügung gestellt. 1942 wurden die Masten abgebaut und der Rumpf gesprengt.

## Wrackfund
Das Wrack der Hanseat liegt heute noch vor Binz. Durch die Aktion „Projekt Ostseedokumentation“ von archaeomare e.V. und Greenpeace Deutschland fand man das in Vergessenheit geratene Wrack. In einer Tiefe von ein bis zwei Metern liegen die übrig gebliebenen Teile des Schiffes.